# Intelligence géographique
L'intelligence géographique ou l'intelligence géospatiale (les anglais parlent aussi de "location Intelligence" (LI) et "de Geographic Intelligence" (GI) sont des termes plus ou moins polysémiques et interchangeables, d'abord utilisés dans le monde anglo-saxon. Un concept proche est celui d'intelligence territoriale. 
Ils désignent tous les techniques et méthodes s'appuyant généralement sur la géomatique, et permettant d'analyser des données géographiques pour en extraire ou pour en déduire des informations pertinentes pour répondre à une question, ou prendre une décision, avec notamment des implications et enjeux économiques, environnementaux, sanitaires, politiques, militaires, énergétiques  (Smart grids...).
En combinant des données d’imagerie à d'autres  niveaux d'information géospatiale, on cherche à obtenir une compréhension approfondie des milieux et processus, humains notamment, qui se déroulent sur Terre et qui affecteront le futur (avec des applications cruciales par exemple dans le domaine de la surveillance environnementale, de la planification urbaine, de la défense ou de la prévision et gestion des catastrophes. L’intelligence géospatiale cherche à visualiser et d’analyser des données complexes, pour des prises de décisions mieux informées et plus efficaces
Le « raisonnement géographique » ainsi éclairé est un facteur de pouvoir sur les territoires, alimentant notamment les choix géopolitiques, qui évolue dans les années 2010 en intégrant l'Intelligence artificielle (Geospatial artificial intelligence ou geoAI, discipline scientifique émergente),, en faisant émerger une nouvelle discipline : l’ intelligence artificielle géospatiale (GeoAI), qui pose des questions éthiques nouvelles, notamment car l'intelligence géographique peut se construire de manière fermée, voire totalement opaque et/ou manipulatoire (dans le domaine du renseignement, de l'influence et de la propagande, ainsi que dans les théories du complot, dont en produisant de la fausse donnée) ou au contraire de manière ouverte et transparente, avec des processus collaboratifs et open source comme Open Street Map ou divers Wiki-SIG, et autres SIG 3D collaboratifs.

## Histoire
Les cartographies sont depuis des siècles utilisées pour représenter des informations d'intérêt scientifique, commercial, économique et militaire (le « renseignement géographique » est au coeur de la pratique de défense et de la guerre, avec la topographie, la connaissance de la nature physique des terrains, de la météorologie, mais aussi des degrés d'hostilité ou d'appui ou d'indifférence de la population).
Yves Lacoste, auteur, en 1976, d'un petit livre La géographie, ça sert, d’abord, à faire la guerre, et qui s'est beaucoup intéressé aux liens entre géographie, géopolitique et « raisonnement géographique », montrait d'ailleurs, en 2011, dans la revue Hérodote, que « dans le passé, des géographes ont été en situation d’exercer le pouvoir ou ont joué de grands rôles géopolitiques du fait de leurs connaissances et de leur action géopolitique », mais, rappelle-t-il, « si la précision et la fiabilité du renseignement sont des conditions nécessaires au succès d’une opération militaire ou d’ordre public, elles ne suffisent pas à l’assurer. La connaissance des milieux physiques — qu’il s’agisse du relief ou des volumes bâtis — est assurément indispensable mais celle des milieux humains l’est bien davantage, car les idées (surtout si elles sont clandestines !) n’apparaissent pas en télédétection ».
L'intelligence géographique est aussi un enjeu de santé environnementale et en particulier pour la prévention et la gestion des épidémies et maladies émergentes. L'un des premiers exemples de véritable « intelligence spatiale »  pourrait être le travail, à Londres en 1854, de John Snow, qui a pu démystifier les théories sur la propagation du choléra en superposant la carte de l'épidémie à la carte de la région montrant l'emplacement des puits et pompages de l'eau distribuée par le réseau. Il a pu trouver l'origine de l'épidémie, correspondant à un forage pollué. Cette superposition d’informations sur une carte a permis d’identifier les relations entre différents ensembles de données géospatiales.
Avec l'avènement conjoint de l'informatique avancée, de l'internet et de l'imagerie satellitale, et l'apparition d'outils (GPS...) de plus en plus précis de localisation et de système d’information géographique (SIG) il est devenu plus facile, sur terre comme en mer,, et de manière de plus en plus automatisée, de collecter, stocker, analyser et visualiser des données géographiques.
Les experts (y compris amateurs dans le domaine de l'OSINT [acronyme d’open source intelligence (en français, renseignement d'origine source ouverte] ) en intelligence de localisation peuvent aujourd'hui utiliser une variété d’outils d’analyse spatiale et commerciale, dont l'Intelligence artificielle, pour analyser le big data de l'information géographique, et par exemple choisir les emplacements optimaux d'une trame verte et bleue, ou d'installation d'une infrastructure de transport ou énergétique, entreprise, fournir un service particulier ou évaluer le caractère soutenable d'une action ou d'un contexte (en agroécologie par exemple). Dans ce cas, l'intelligence de localisation se base sur la connaissance de l'écosystème commercial et de ses influences économiques interconnectées. Ces influences économiques incluent, sans s’y limiter, la culture, le mode de vie, le travail, les soins de santé, le coût de la vie, la criminalité, le climat économique et l’éducation. Selon A. Guérin (2021), la géographie française pourrait être relancée par l'intelligence artificielle, notamment au service de la défense nationale en développant ce que les anglophones dénomment geospatial intelligence (GEOINT). L’apprentissage automatique prend de l'importance dans la cartographie, permettant par exemple la reconnaissance de formes dans les cartes ou dans les images pour la cartographie, la mise à jour et l’étiquetage des cartes, la généralisation cartographique, c'est-à-dire simplifier ou adapter le tracé d’un contour cartographique en fonction de l'échelle représentée, par exemple en regroupant plusieurs bâtiments proches ou en supprimant certains virages d'une route sinueuse quand l'échelle de la carte rend cela nécessaire. L'IA permet aussi de faire des transferts (multi-échelles) de style,, la création de jumeaux numériques géographiques.
En utilisant l'IAg (IA générative), il est possible, volontairement ou non, de contribuer à produire de fausses cartes. Des « faux » cartographique ont dans le passé été diffusés, pour des raisons de désinformation et/ou de défense, notamment dans l'ex-URSS, y compris à l'attention des civils du pays, pour cacher des villes, des installations militaires secrètes ou des informations jugées stratégiques, mais une fausse géographie est également couramment utilisée dans le domaine des théories du complot (chez les platistes par exemple) ou dans les vignettes de vidéos diffusées par You Tube ou d'autres plateformes. Certains chercheurs comme B. Zhao et ses collègues en 2021, alertent sur les risques de voir se répandre d'autres deep fakes géographiques : une géographie truquée, qui a un dangereux potentiel de transformation de la perception du monde géographique chez les personnes manipulées. Des mécanismes algorithmiques de falsification d’images satellites sont possibles, pouvant par exemple y ajouter des caractéristiques paysagères inexistantes et trompeuses. Ces chercheurs suggèrent « de détecter, en temps opportun, les deep fakes dans les données géospatiales, et de mettre en place des stratégies d’adaptation appropriées si nécessaire. Plus important encore, ils encouragent une culture critique des données géospatiales, pour ainsi comprendre les impacts multidimensionnels de la géographie deep fake sur les individus et la société ».

## Nuances sémantiques et éléments de définition
De manière générale, le terme « intelligence de localisation » est souvent utilisé pour décrire les populations, des territoires, des flux... ainsi que des données et technologies utilisées pour « cartographier » géographiquement les informations. Des applications de cartographie comme Polaris Intelligence peuvent transformer de grandes quantités de données liées à la localisation (par exemple, POIs, données démographiques, géorepérages) en représentations visuelles à code couleur (cartes thermiques et cartes thématiques de variables d'intérêt) qui permettent de voir facilement les tendances et de générer des renseignements significatifs.
- L'expression anglophone  "location Intelligence"  met plutôt l'accent sur la localisation des données et leur utilisation pour comprendre les relations spatiales, les tendances et les patterns. Elle se concentre sur l'emplacement précis des objets ou des événements dans l'espace.
- L'expression "Geographic Intelligence" a une portée un peu plus large. Elle englobe non seulement la localisation, mais aussi les attributs géographiques associés (type de sol, climat, etc.) et les relations spatiales entre ces attributs. Elle permet d'analyser des phénomènes complexes et d'élaborer des modèles prédictifs.
- Le terme intelligence géospatiale a une définition juridique aux Etats-Unis (établie lors de la création de la National Geospatial-Intelligence Agency, l'Agence qui, au sein du Département de la Défense des États-Unis, collecte, analyse et diffuse le renseignement géospatial issu de l'imagerie satellitale) : c'est  « l’exploitation et l’analyse d’images et d’informations géospatiales pour décrire, évaluer et représenter visuellement les caractéristiques physiques et les activités géographiquement référencées sur la terre. L’intelligence géospatiale est composée d’imagerie, d'intelligence d’imagerie et d’informations géospatiales »[23].

Dans le domaine du business intelligence, l'intelligence de localisation (IL), ou intelligence spatiale, est le processus consistant à tirer des informations utiles des relations entre des données géospatiales (généralement tirées d'un SIG) pour résoudre une question d'intérêt économique ou financier particulier. Il s'agit de superposer plusieurs ensembles de données de manière spatiale et/ou chronologique, pour une référence facile sur une carte, et ses applications couvrent les secteurs, les catégories et les organisations.
L'intelligence de localisation est dirigée par la connaissance du domaine, des cadres formels et se concentre sur l’aide à la décision. La localisation est une composante de la construction stratégique de la décision, présente dans tous les domaines y compris dans le cyberespace et son support matériel (appareils, plateformes, logiciels et les applications..). La localisation est l'un des critères les plus importants pour comprendre le contexte, par exemple en synchronisation avec les données sociales, les données mobiles, les données utilisateur et les données des capteurs.
Dans le domaine du renseignement militaire, l'intelligence géographique et un atout majeur.
Dans le domaine de l'intelligence économique, l'intelligence de localisation décrit l'intégration d'un composant géographique dans les processus et outils de veille économique, intégrant souvent des bases de données spatiales et des outils OLAP spatiaux.
Dans le secteur de l'immobilier, en 2012, Wayne Gearey (JLL), a proposé le premier cours sur l'« intelligence de localisation » à l'Université du Texas à Dallas. Dans ce cours, il définit l'intelligence de localisation comme le processus de choix de l'emplacement optimal qui permettra le succès sur le lieu de travail et répondra à une variété d'objectifs commerciaux et financiers,.
Pitney Bowes (MapInfo Corporation) décrit l'intelligence de localisation comme suit : « L'information spatiale communément dite « localisation », concerne le fait d'impliquer ou d'utiliser la nature du lieu.
L'information spatiale ne se limite pas à l'emplacement géographique ; la plupart des utilisations commerciales courantes de l'information spatiale concernent la manière dont l'information spatiale est liée à un lieu de la Terre. Miriam-Webster® définit l'intelligence comme « la capacité d'apprendre ou de comprendre, ou la capacité d'appliquer des connaissances pour manipuler son environnement. « La combinaison de ces termes fait allusion à la manière dont on parvient à comprendre l'aspect spatial de l'information et à l'appliquer pour obtenir un avantage concurrentiel significatif ».
La définition de l'Esri en est la suivante : « l'intelligence de localisation est obtenue via la visualisation et l'analyse des données. En ajoutant des couches de données géographiques, telles que des données démographiques, de trafic et de météo, à une carte ou un tableau de bord intelligent, les organisations peuvent utiliser des outils d'intelligence pour identifier où un événement a eu lieu, comprendre pourquoi il se produit et obtenir un aperçu de ce qui l'a provoqué ».
Pour le livre blanc du Yankee Group « l'Intelligence de localisation dans la banque de détail, il s'agit d'un « ... « terme de gestion d'entreprise qui fait référence à la visualisation de données spatiales, à la contextualisation et aux capacités d'analyse appliquées pour résoudre un problème commercial ».

## Aspects éthiques
En 2024, une étude universitaire américaine conclue que cinq défis éthiques potentiels sont à relever concernant l’intégration de l'intelligence artificielle géographique (GeoAI) dans la cartographie : « la marchandisation, la responsabilité, la vie privée, les préjugés et (ensemble) la transparence, l’explicabilité et la provenance ».

## Exemples de domaines d'application

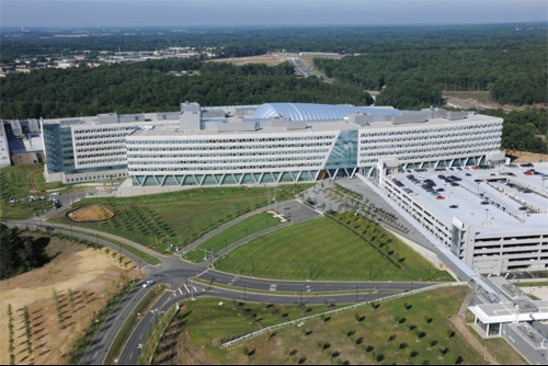
Bâtiments de la National Geospatial-Intelligence Agency, qui au sein du Département de la Défense des États-Unis, collecte, analyse et diffuse le renseignement géospatial issu de l'imagerie satellitale

L'intelligence de localisation est utilisée par un nombre croissant de collectivités, d'entreprises et d'industries, par exemple dans les domaines suivants :
- États et Gouvernements : Aménagement du territoire, politiques de Transport (Planification, infrastructures, itinéraires...), processus de décentralisation, planification économique, planification écologique, analyse de la criminalité, gestion des interventions d'urgence, gestion de l'environnement et des terres, mises à jour du recensement, redécoupage électoral, attribution de juridiction fiscale, planification urbaine[22].
- Communications et télécommunications : planification et conception de réseaux, identification des limites, identification de nouveaux marchés clients[22].
- Services financiers : Optimisation des implantations d'agences, analyse de marché, parts de portefeuille et activités de ventes croisées, fusions et acquisitions, analyse des secteurs d'activité, gestion des risques[22].
- santé publique, Soins de santé, épidémiologie, écoépidémiologie, avec une tendance à intégrer les apports de l'intelligence artificielle dans l'intelligence géospatiale de la santé[31]
- Economie (ex : segmentation de marché, analyse de réseau, évaluations de croissance, analyses boursières...)[22].
- Enseignement supérieur : Recrutement des étudiants, Suivi des anciens élèves et des donateurs, Cartographie du campus[22].
- Hôtels et restaurants : Analyse du profil des clients, sélection des sites, ciblage marketing, planification de l'expansion[22].
- Assurances : Validation d'adresse, souscription et gestion des risques, gestion des sinistres, analyse marketing et commerciale, études de pénétration du marché.
- K-12 : Sélection du site scolaire, planification des inscriptions, modification de la zone de fréquentation scolaire (changement de limites), consolidation scolaire, consolidation du district, suivi des résultats des élèves[22].
- Médias : Identification du marché cible, données démographiques des abonnés, planification média[22].
- Immobilier : Rapports de site, analyse complète de site, analyse démographique, analyse des modèles de croissance, modélisation de la vente au détail, cartes de qualité de présentation[22].
- Vente au détail : sélection du site, maximisation des ventes par magasin, identification des magasins sous-performants, analyse du marché, analyse des fuites de vente au détail et des déficits d'approvisionnement[22].
- économie de la surveillance

### Vidéographie
- (en-US) « Artificial Intelligence (AI) & Location Intelligence from GIS », sur www.esri.com (consulté le 3 octobre 2024) (Avec les archives du Web